# Кофілін-1
Кофілін-1 (англ. Cofilin 1) – білок, який кодується геном CFL1, розташованим у людей на короткому плечі 11-ї хромосоми.  Довжина поліпептидного ланцюга білка становить 166 амінокислот, а молекулярна маса — 18 502.
| 10         |  | 20         |  | 30         |  | 40         |  | 50         |
| ---------- |  | ---------- |  | ---------- |  | ---------- |  | ---------- |
| MASGVAVSDG |  | VIKVFNDMKV |  | RKSSTPEEVK |  | KRKKAVLFCL |  | SEDKKNIILE |
| EGKEILVGDV |  | GQTVDDPYAT |  | FVKMLPDKDC |  | RYALYDATYE |  | TKESKKEDLV |
| FIFWAPESAP |  | LKSKMIYASS |  | KDAIKKKLTG |  | IKHELQANCY |  | EEVKDRCTLA |
| EKLGGSAVIS |  | LEGKPL     |  |            |  |            |  |            |

A: Аланін

C: Цистеїн

D: Аспарагінова кислота

E: Глутамінова кислота

F: Фенілаланін

G: Гліцин

H: Гістидин

I: Ізолейцин

K: Лізин

L: Лейцин

M: Метіонін

N: Аспарагін

P: Пролін

Q: Глутамін

R: Аргінін

S: Серин

T: Треонін

V: Валін

W: Триптофан

Білок має сайт для зв'язування з молекулою актину. 
Локалізований у клітинній мембрані, цитоплазмі, цитоскелеті, ядрі, мембрані, клітинних відростках.